# کلیسای سنت شارل بورومئو

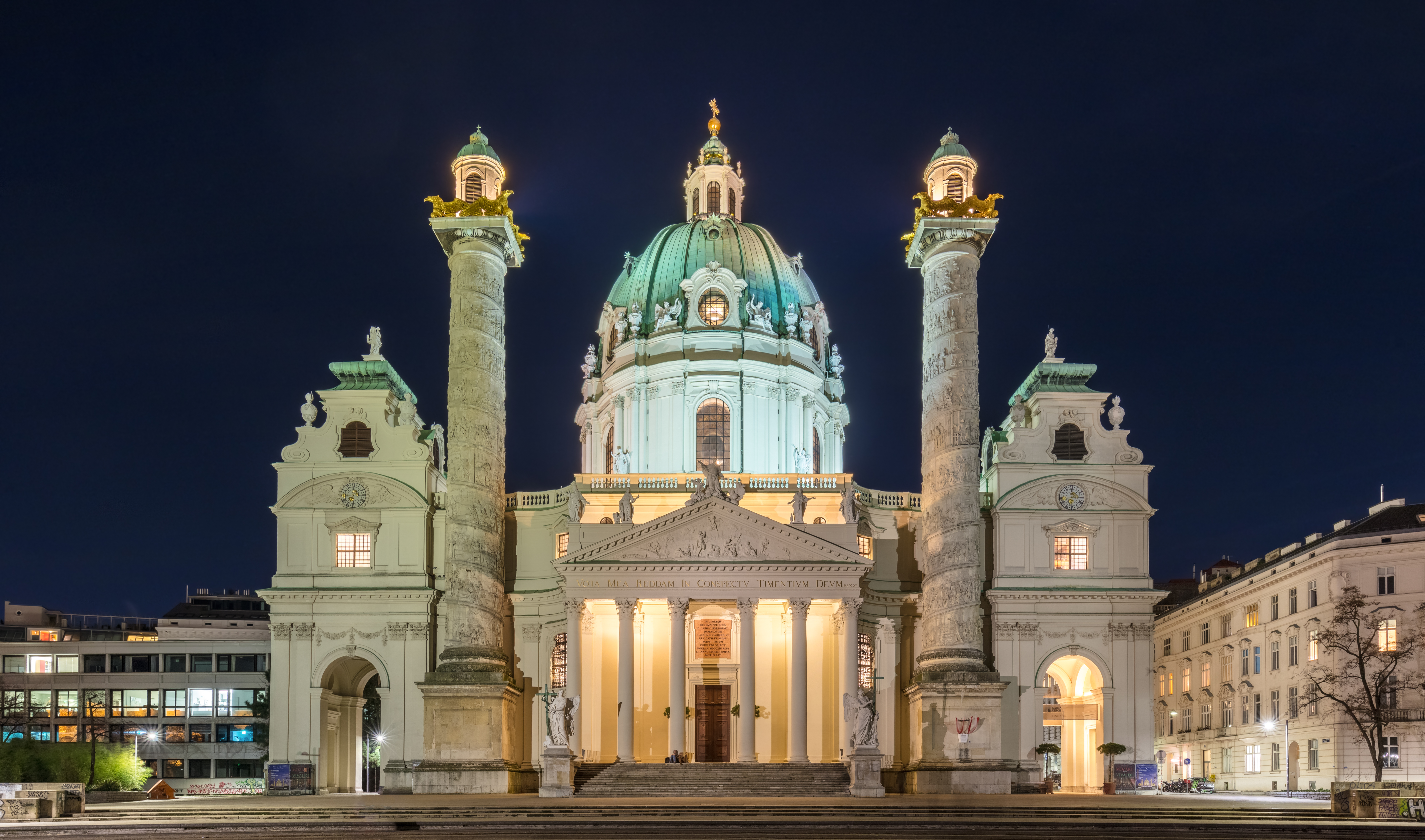
دورنمایی از کلیسای سن شارل بورومئو. این کلیسای باروک که در نزدیکی رینگ‌اشتراسه و در ضلع جنوبی میدان کارلسپلاتز (en) واقع شده‌است.

کلیسای سنت چارلز بورومئو (به انگلیسی: St. Charles Church), یک کلیسای باروک است که در ضلع جنوبی کارلسپلاتز در وین، اتریش واقع شده‌است. این کلیسا که برجسته‌ترین کلیسای باروک در وین است، از بزرگترین بناهای این شهر محسوب می‌شود. این کلیسا به سنت شارل بورومئو، یکی از بزرگ‌ترین اصلاح طلبان قرن شانزدهم اختصاص یافته‌است.
این کلیسا در حاشیه وین و تقریباً ۲۰۰ متری بیرون رینگ‌اشتراسه واقع شده‌است و یک گنبد به شکل یک بیضوی دارد.

## تاریخچه
در سال ۱۷۱۳، یک سال پس از آخرین شیوع بزرگ طاعون، چارلز ششم، امپراتور مقدس روم، متعهد شد که کلیسایی برای حامی بزرگ خود، چارلز بورومئو، که به عنوان یک شفابخش برای مبتلایان به طاعون مورد احترام بود، بنا کند. به همین منظور یک مسابقه معماری اعلام شد، که در این مسابقه یوهان برنهارد فیشر فون ارلاخ، فردیناندو گالی بی بینا و یوهان لوکاس فن هیلدبرانت، برتر از دیگران بودند. ساخت و ساز این کلیسا در سال ۱۷۱۶ تحت نظارت آنتون ارهارد مارتینلی آغاز شد. پس از مرگ جی بی فیشر در سال ۱۷۲۳، پسرش جوزف امانوئل فیشر فون ارلاخ با استفاده از نقشه‌های نیمه تغییر یافته، ساخت و ساز آن را در سال ۱۷۳۷ به پایان رساند. این کلیسا در اصل دارای دید مستقیم به هافبورگ بود و همچنین، تا سال ۱۹۱۸، کلیسای سلطنتی محسوب می‌شد.

## نگارخانه

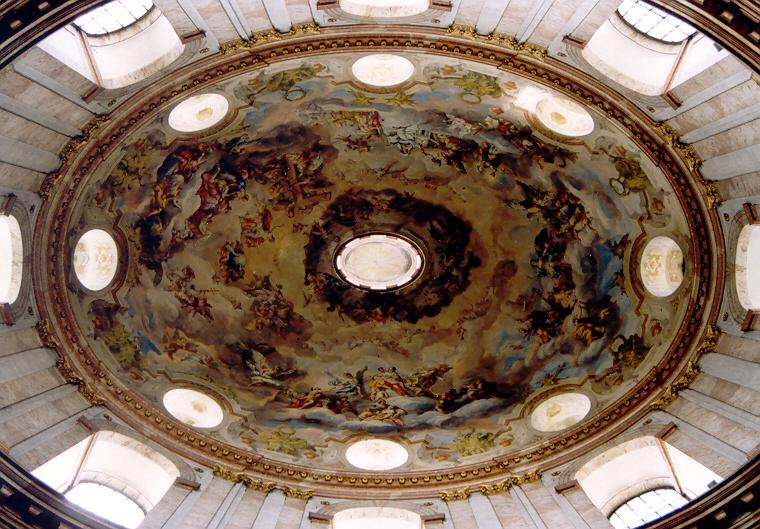
فضای داخلی گنبد نقاشی دیواری
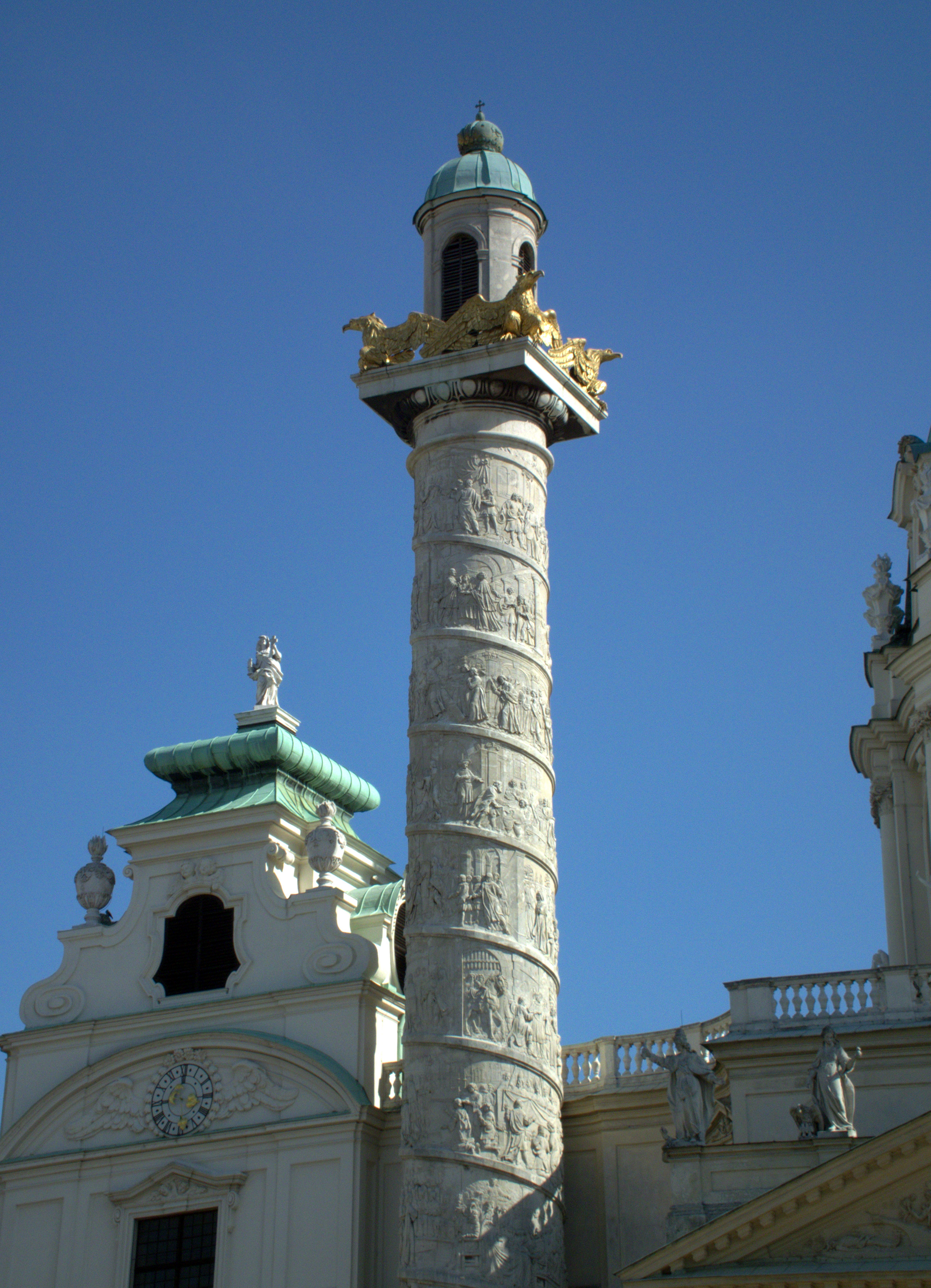
ستونی با روایت مارپیچ مانند ستون تراژان
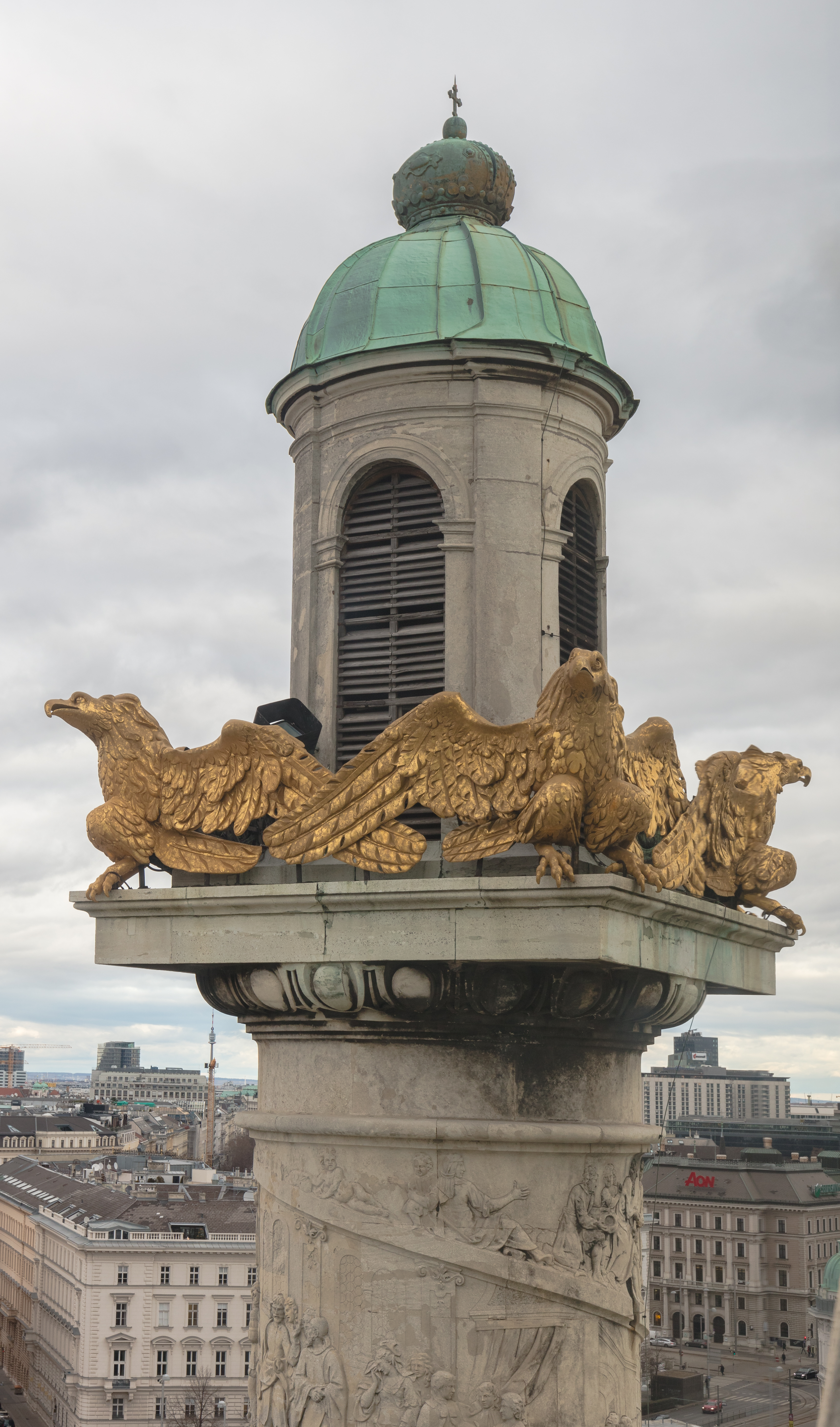
بالای یکی از دو برج
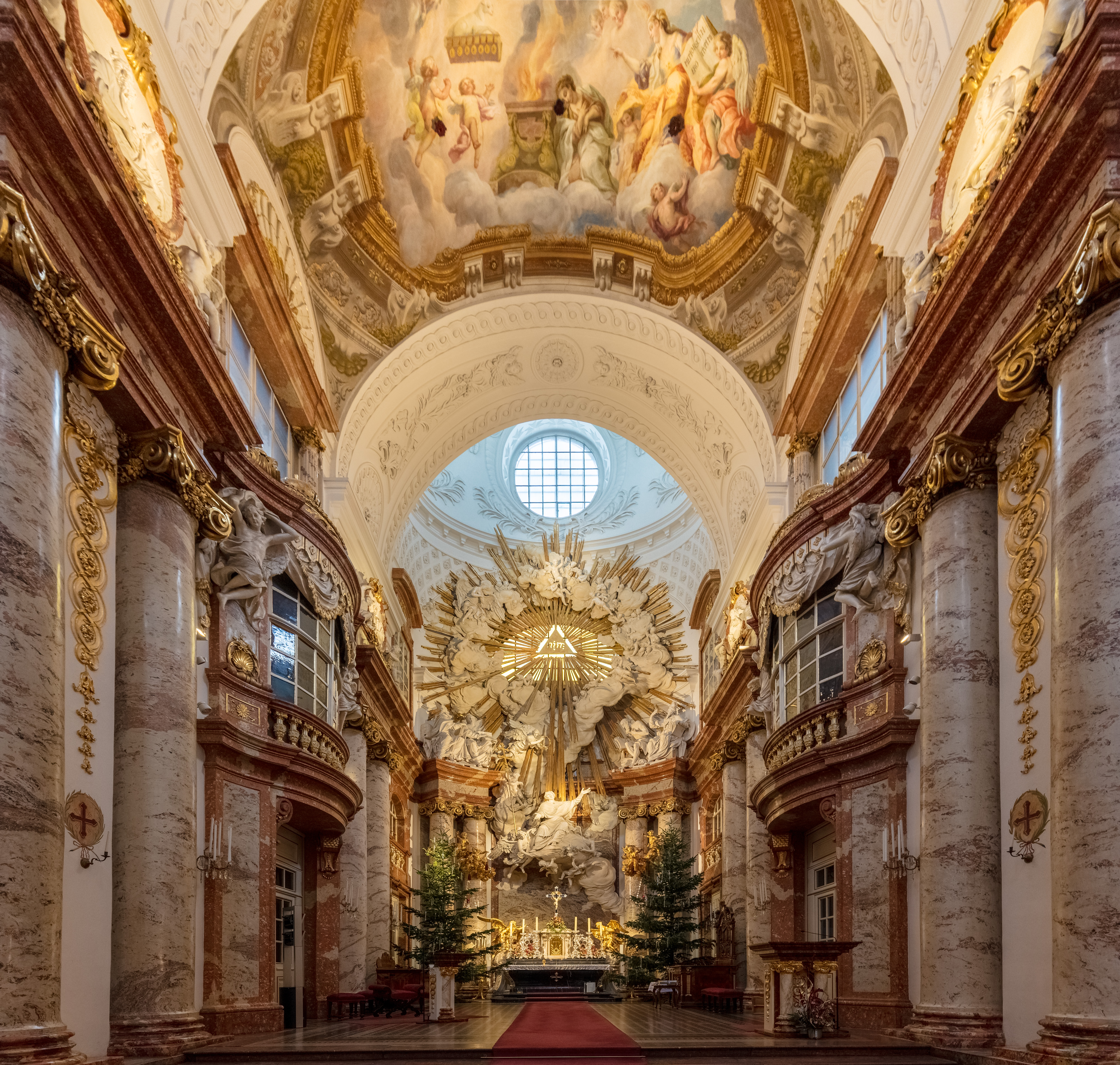
Apotheosis of Altar High of Saint Charles Borromeo ، تالیف آلبرتو کامسینا
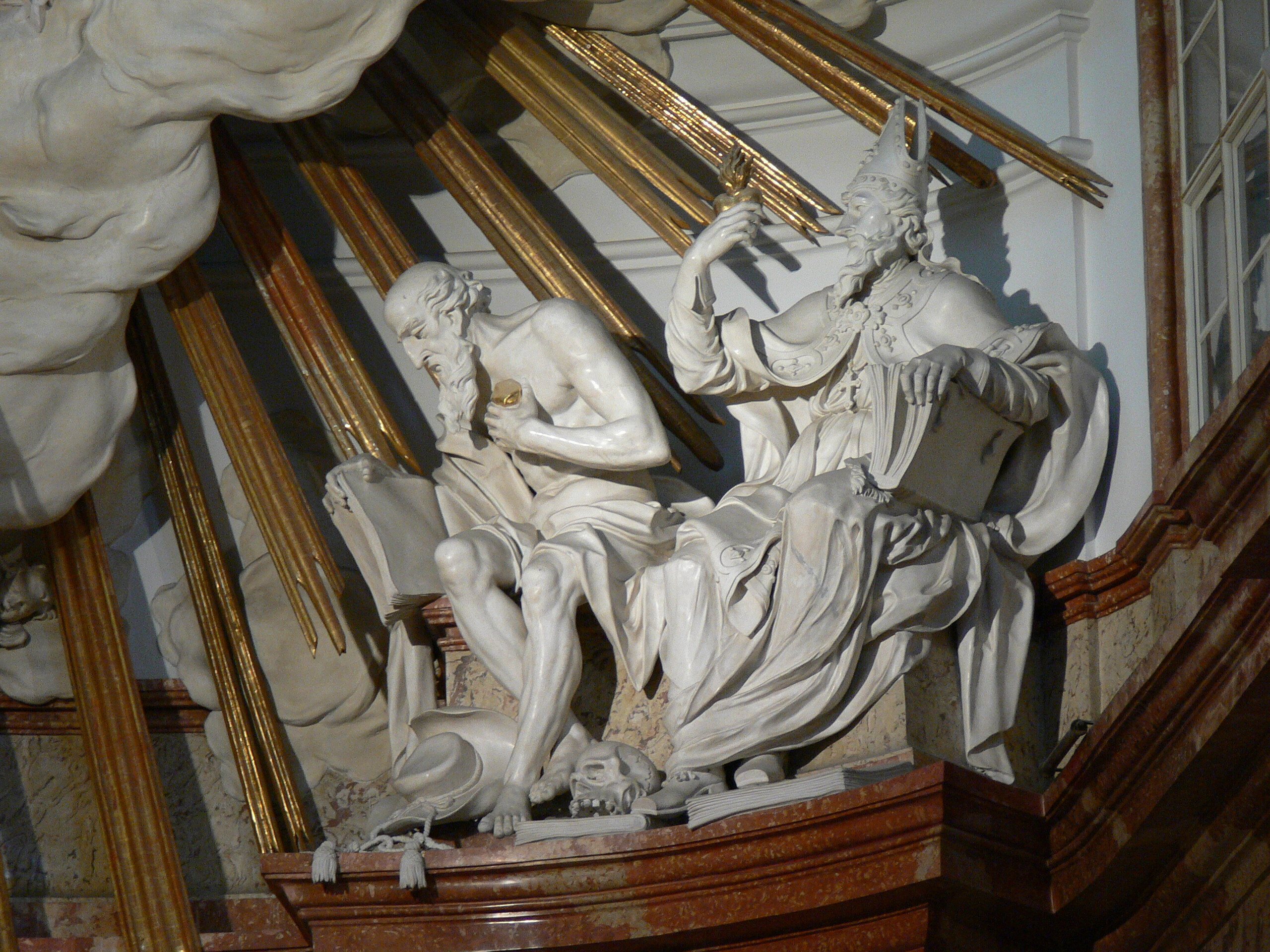
Saints Jerome and Augustine, High Altar ، اثر یوهان برنهارد فیشر فون ارلاخ
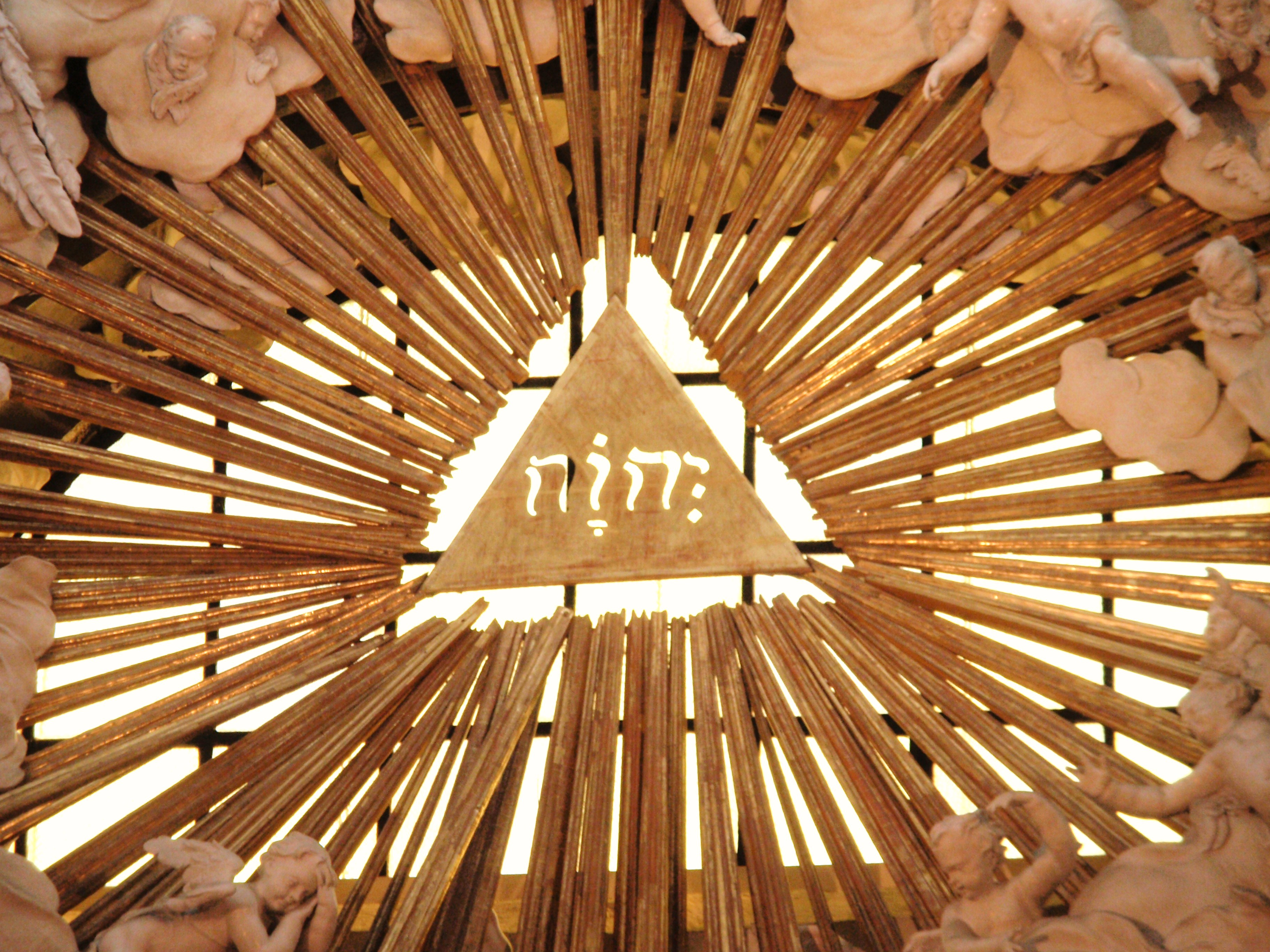
قطعه طلا در بالای محراب نماد یهوه
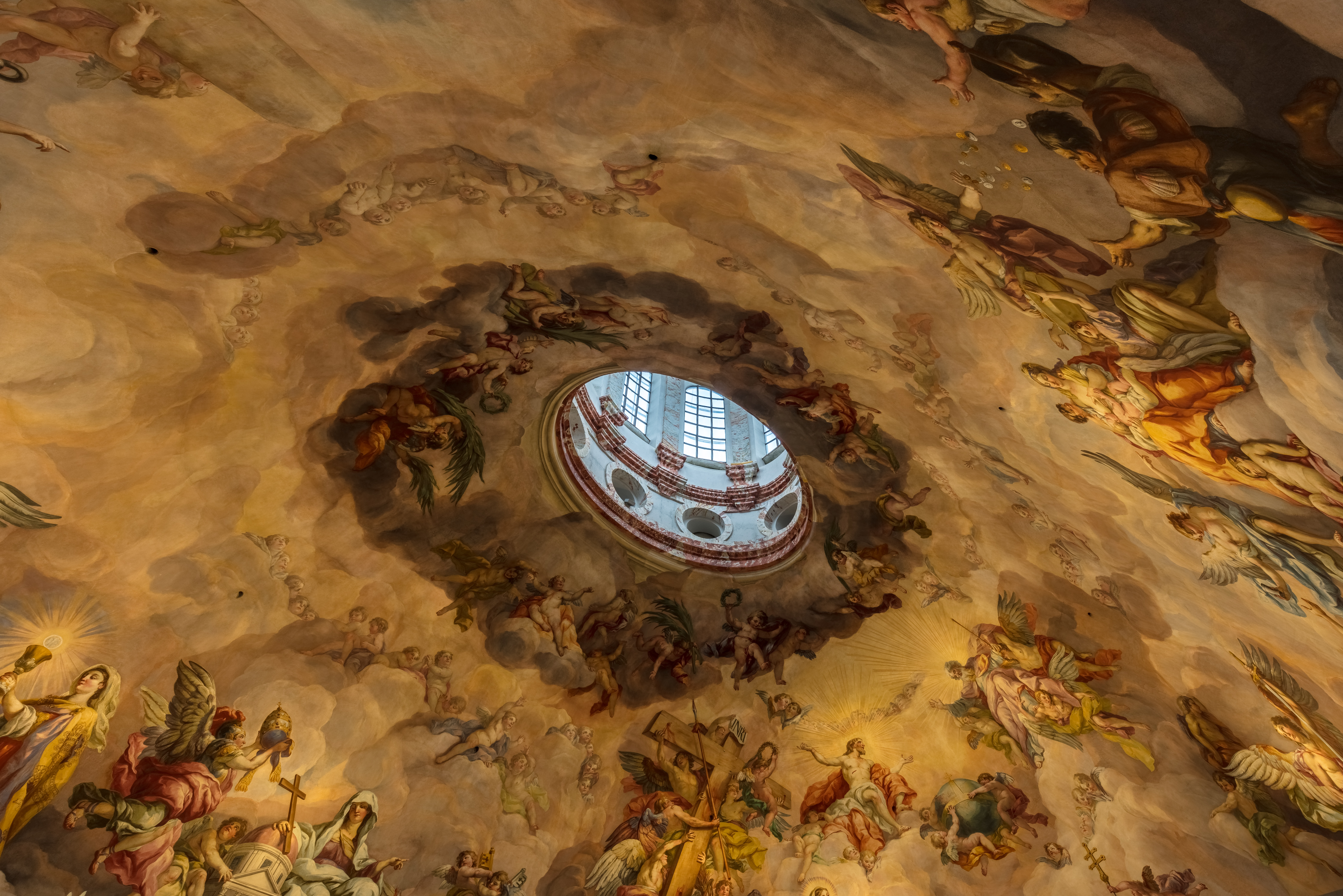
نمای نزدیک تر از گنبد
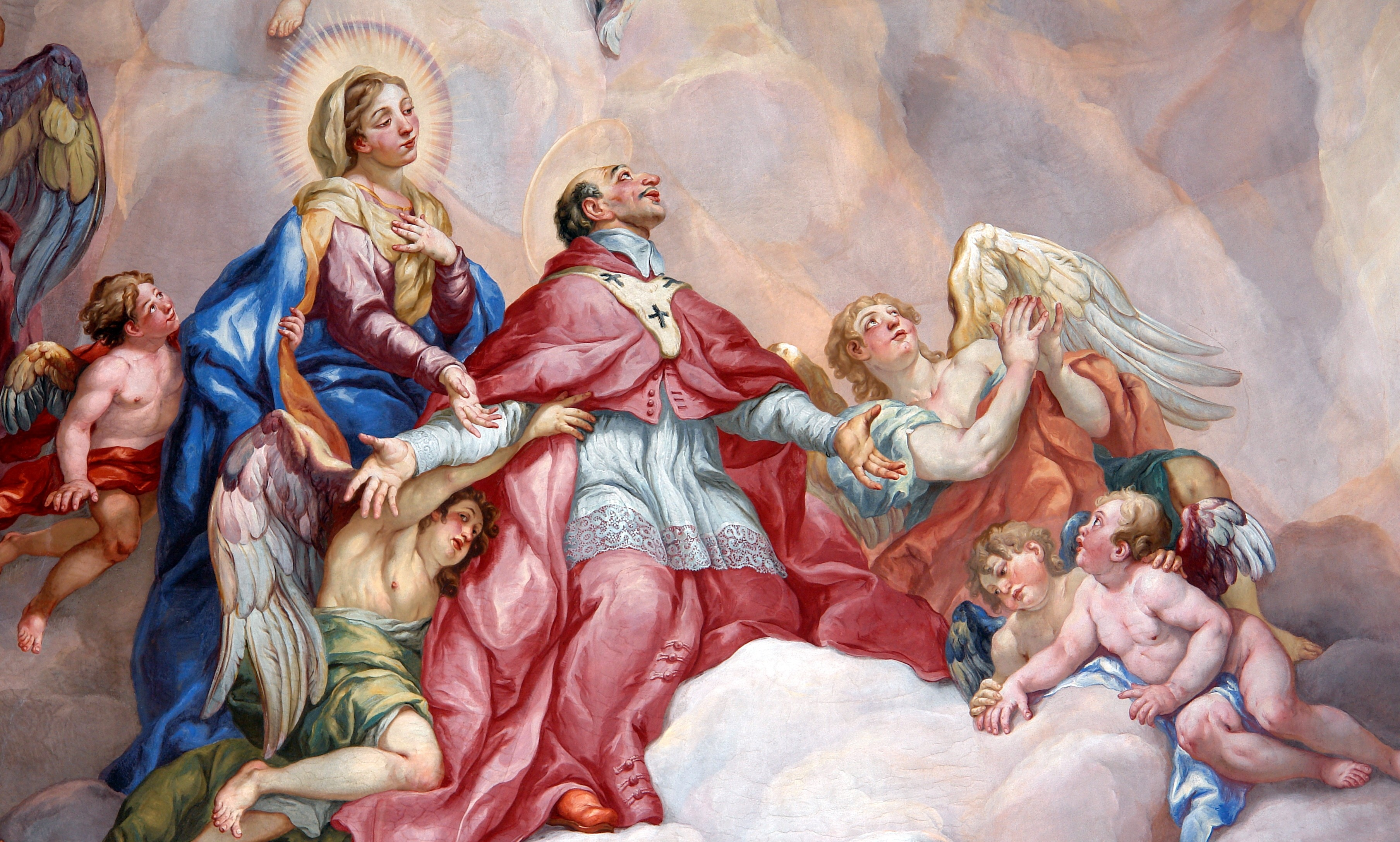
شفاعت چارلز بورومئو توسط روتمایر با حمایت مریم مقدس
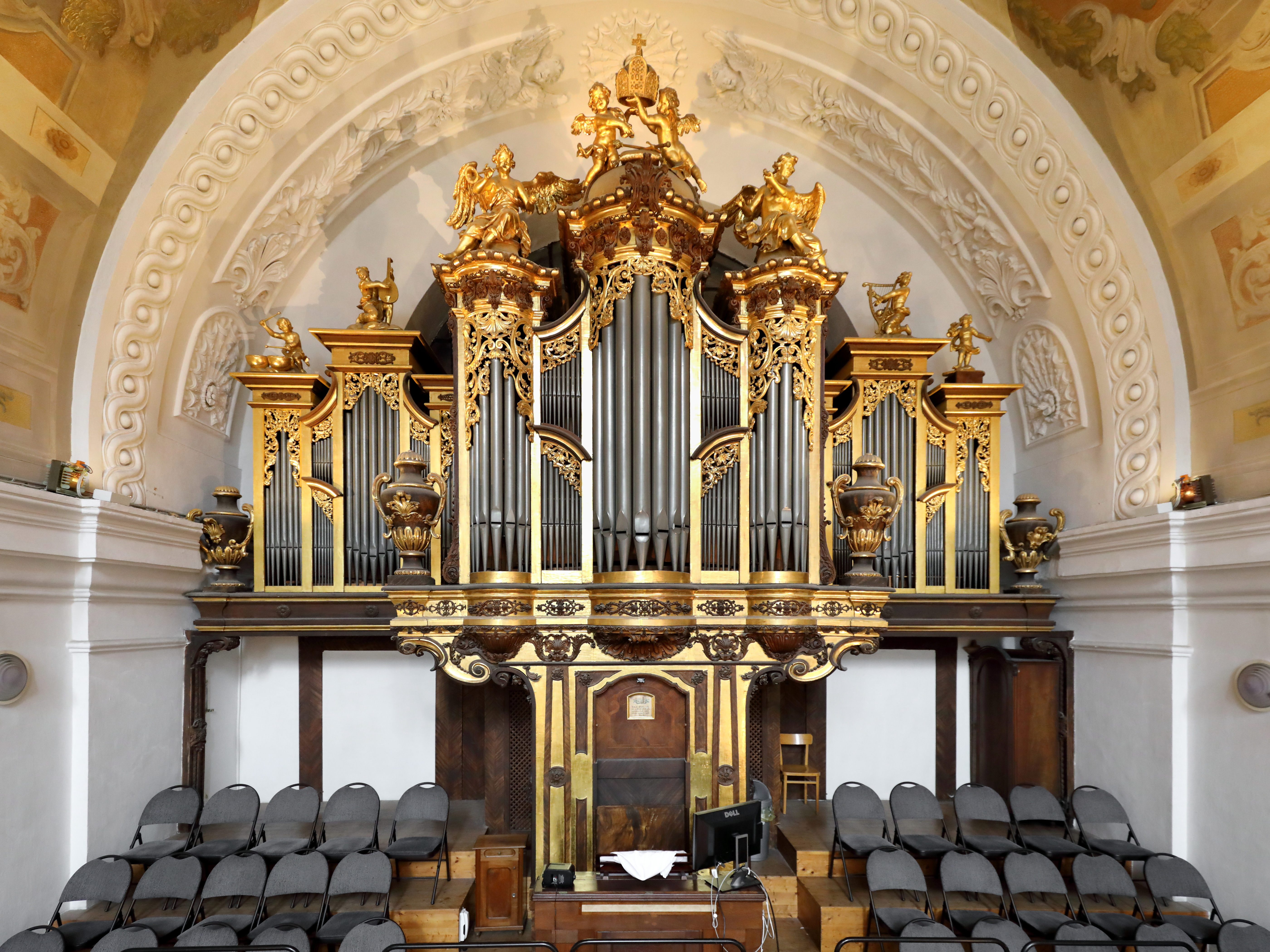
صندلی ارگان
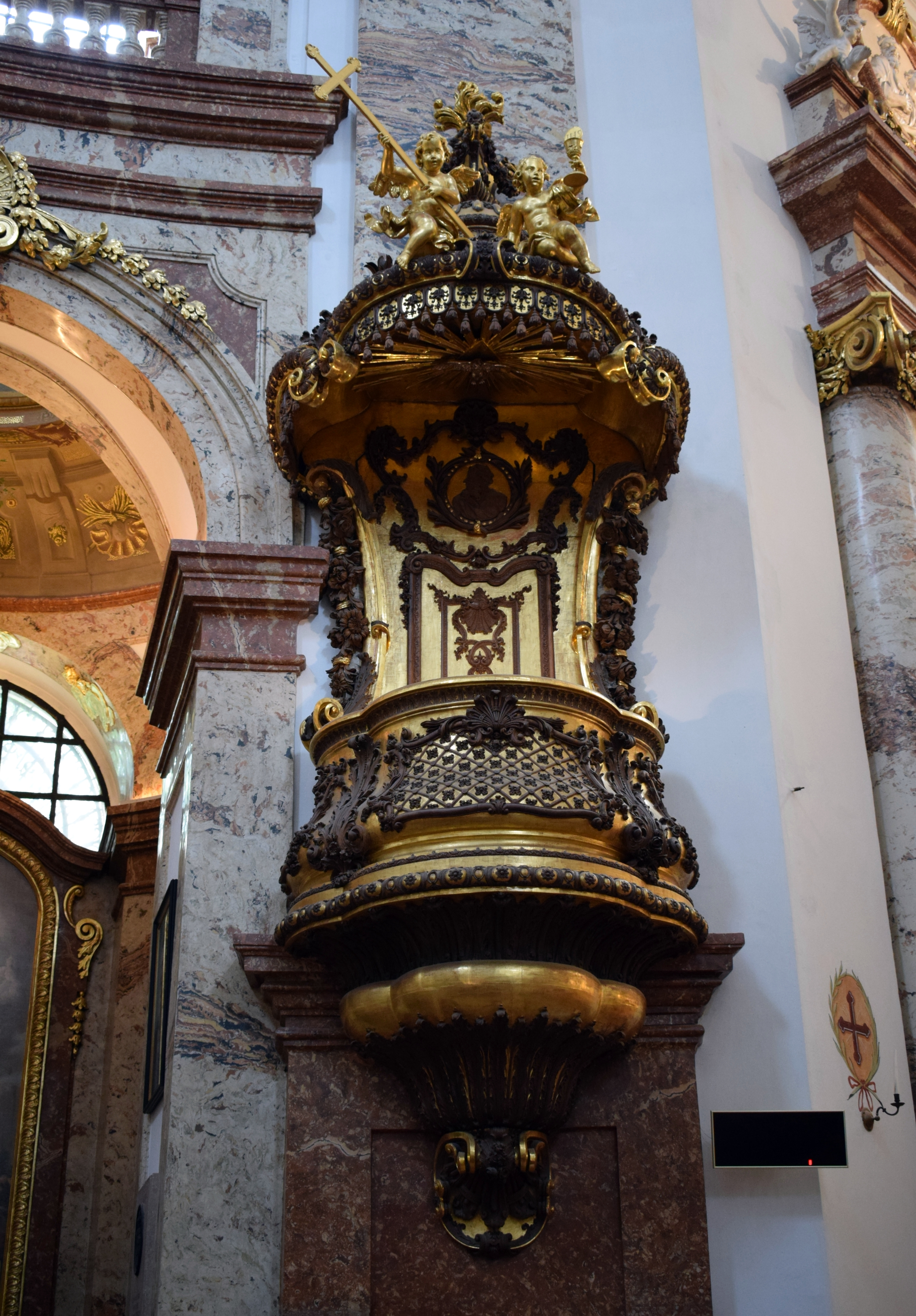
سایبان ترمیم شده abat-voix
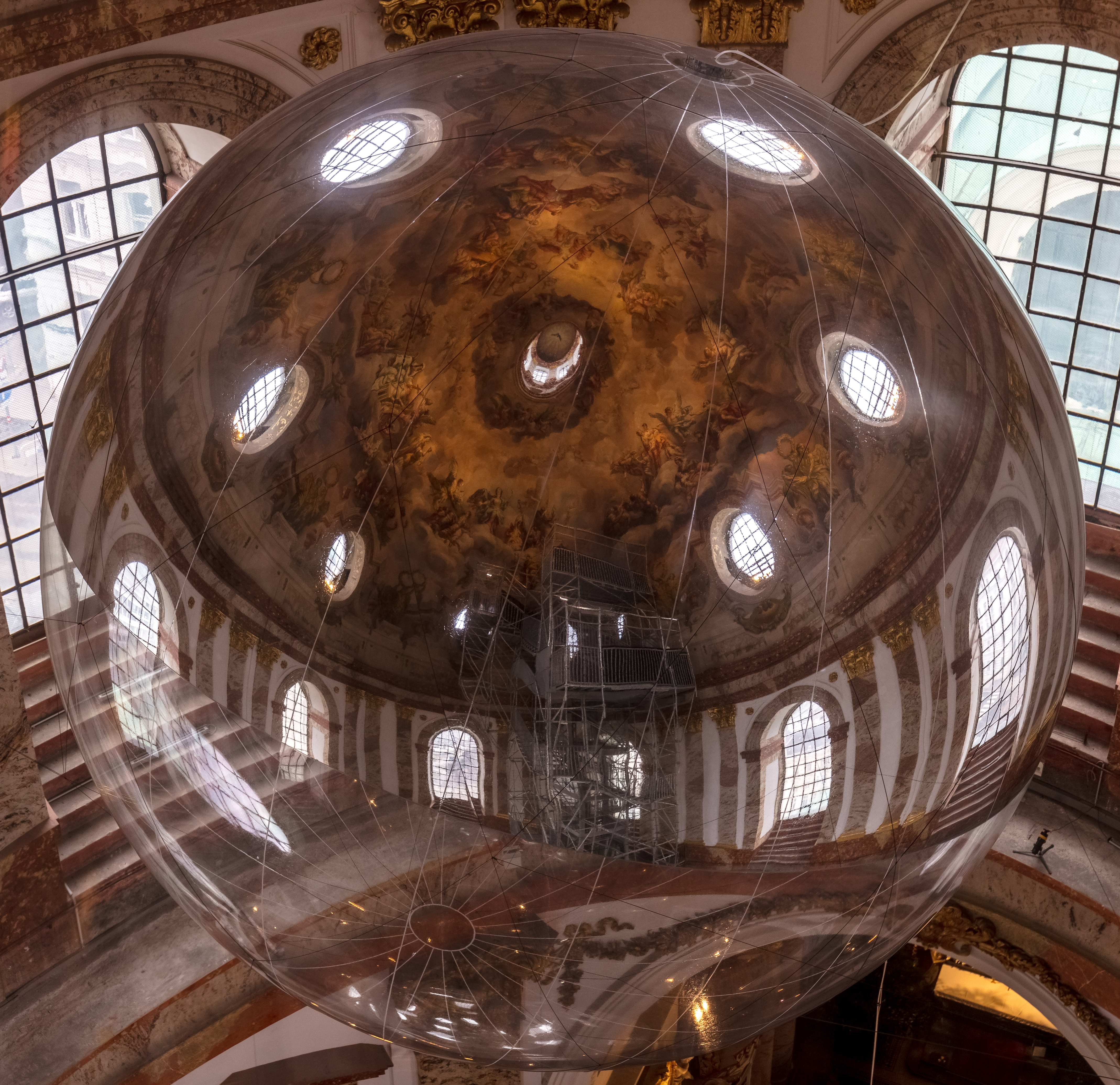
انعکاس توپ بزرگ در داخل کلیسا